# Detlef Wutschik
Detlef Wutschik alias Werner Momsen (* 1966 in Achim, Niedersachsen) ist ein deutscher Puppenspieler, Comedian, Kabarettist, Radiomoderator und hoch- und niederdeutscher Autor.

## Leben
Detlef Wutschik ist im Achimer Ortsteil Baden aufgewachsen. Nach der Schulzeit erlernte er zunächst den Beruf eines Malers und Lackierers, wurde dann Berufsschullehrer und später Puppenspieler.
Als Puppenspieler agierte Wutschik unter anderem in den Kindersendungen der ARD Sesamstraße und Käpt’n Blaubär, am Düsseldorfer Marionetten-Theater, bei Ralf Königs Puppenshow Kondom des Grauens, im Duo Männergestalten und beim Theater Die Drahtzieher.  Überregional bekannt wurde er durch Fernsehauftritte mit seiner norddeutsch und plattdeutsch sprechenden Klappmaul-Handpuppe Werner Momsen, mit der er auch regelmäßig als Livemoderator bei verschiedenen Großveranstaltungen auftritt. Außerdem ist er seit 2015 Autor und Sprecher der Hörfunksendung Hör mal ’n beten to auf NDR 90,3, Welle Nord und NDR 1 Niedersachsen
Zusammen mit Matthias Brodowy entwickelte Wutschik die Bert Engels Show.
Detlef Wutschik lebt in Hamburg und schreibt nebenbei hoch- und plattdeutsche Bücher.

## Ehrungen
- 1993 und 1997 Fritz-Wortelmann-Preis der Stadt Bochum für Figurentheater
- 2002 Publikumspreis der Harlekinade in Wabern mit den Männergestalten
- 2010 2. Preis Hamburger Comedy Pokal
- 2011 Gewinn des Hamburger Comedy Contests
- 2016 Weltrekordlauf mit Werner Momsen beim Hamburg Marathon
- 2017 Gaul von Niedersachsen der Freunde des Kabaretts in Niedersachsen e.V.
- 2018 Ernennung zum Botschafter des niederdeutschen Theaters als nationales immaterielles Kulturerbe der UNESCO

## Werke
- 50 Dinge, die ein Norddeutscher getan haben muss, Christopher Braun und Ulfert Becker, Edel Books, Hamburg 2011, ISBN 978-3-84190-319-8
- 50 Dinge, die ein Norddeutscher wissen muss, Werner Momsen und Ulfert Becker, Edel Books, Hamburg 2014, ISBN 978-3-84190-236-8
- Steerns an´n Heven. Wiehnachten in uns Tiet; Hrsg.: Gesche Scheller, Autoren: Ines Barber, Ilka Brüggemann, Yared Dibaba, Marianne Ehlers, Sandra Keck, Matthias Stührwoldt, Heike Thode-Scheel, Petra Wede und Detlef Wutschik, Quickborn-Verlag, Hamburg 2016, ISBN 978-3-87651-435-2.
- Dag ok...: Hör mal`n beten to - Geschichten, Quickborn-Verlag. Hamburg 2017, ISBN 978-3-87651-442-0

## Tonträger
- Die Werner Momsen ihm seine Soloshow (CD), Autor: Werner Momsen, Wortartisten GmbH (Tonpool), Burgwedel 2017
- Die Werner Momsen Ihm Seine Weihnachtsshow , Autor: Werner Momsen, Wortartisten GmbH (Tonpool), Burgwedel 2017
- Dag ok... (CD), Quickborn-Verlag. Hamburg 2018, ISBN 978-3-87651-424-6